# Abbaye de Chéhéry

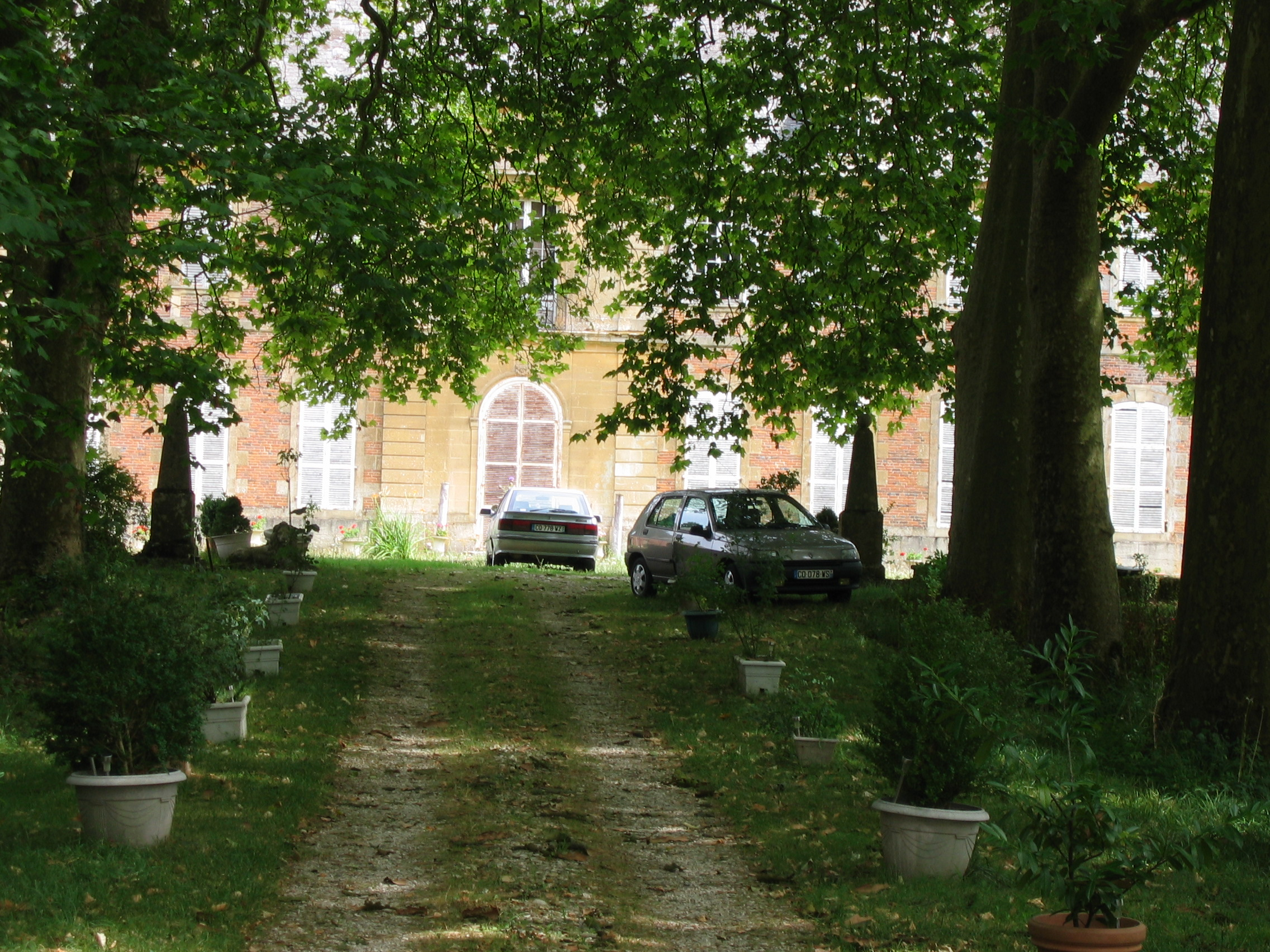
Allée de platanes menant au bâtiment principal.

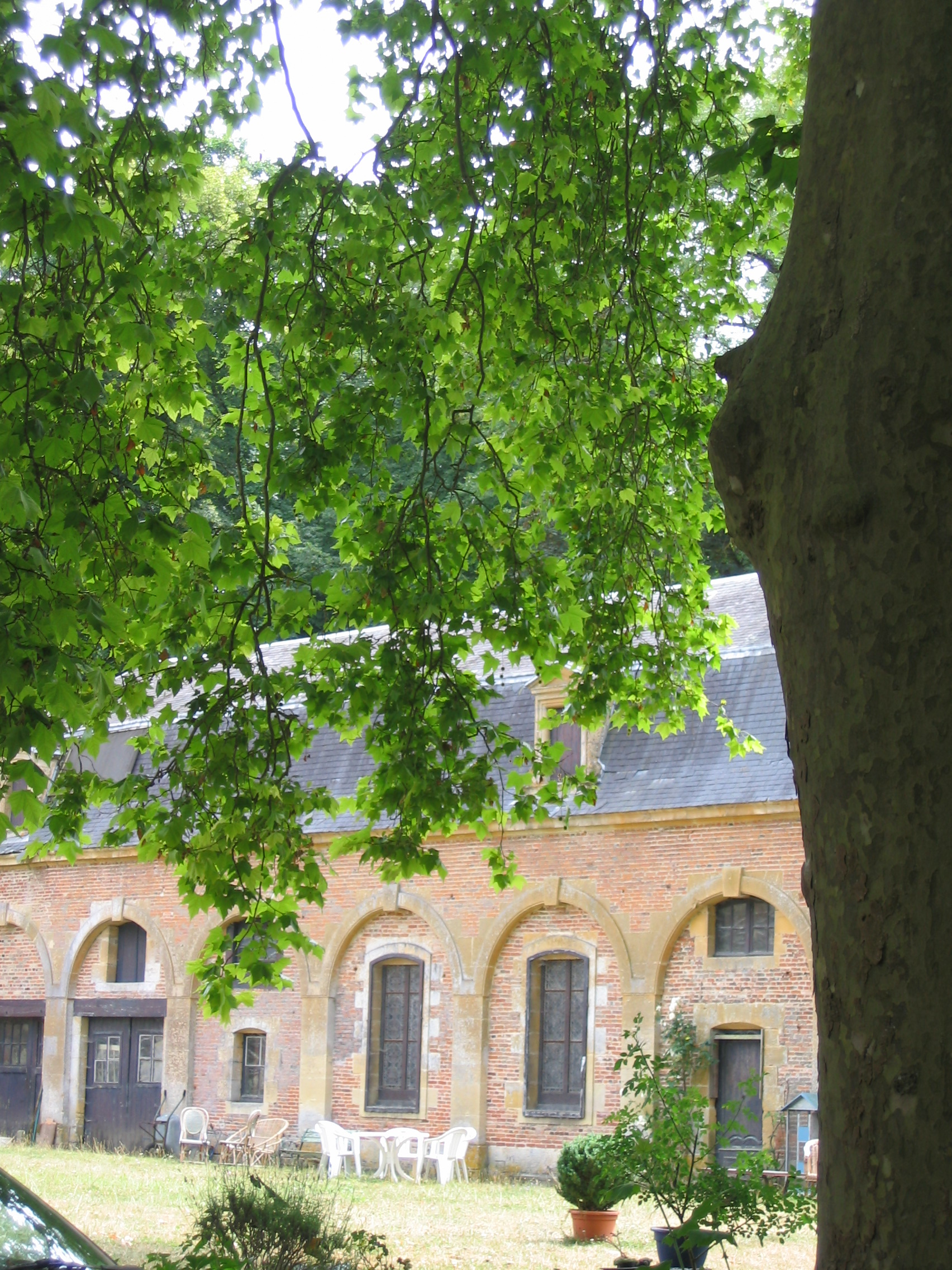
Ancien commun à droite de l'allée de platanes.

L'abbaye de Chéhéry est une abbaye située à Chatel-Chéhéry, en France, entièrement reconstruite au milieu du XVIIIe siècle. À ce titre, ce qui subsiste encore de cette reconstruction  est un témoignage du renouveau de l'architecture monastique cistercienne. Après la Révolution, cette abbaye est vendue comme bien national. Certains bâtiments, édifiés depuis quelques décennies à peine, sont détruits et la partie conservée devient une résidence. 
L'activité métallurgique créée sur place par les moines dès la fin du XIVe siècle se maintient jusqu'au milieu du XIXe siècle.

## Description
Il ne subsiste aujourd'hui du monastère qu'une partie de l'ancien cloître, construit au XVIIIe siècle et transformé au XIXe siècle en résidence, et des communs.
Deux bâtiments en longueur, avec un  « toit à la Mansart » encadre la cour lorsque arrive de la route. Ce sont d'anciens communs dont les façades et toitures sont parties intégrantes des édifices classés.
Une allée de platanes mène à la cour d'honneur et au bâtiment principal. La façade, faisant face à l'entrée, est caractérisée par un portail central, avec un rez-de-chaussée et un étage, à fronton surbaissé,  entouré de part et d'autre par deux groupes de trois fenêtres, là encore avec rez-de-chaussée et un étage. Une lucarne est placée au-dessus de chaque groupe de trois fenêtres. Ce bâtiment principal est de briques et de pierres jaunes de Savonnières. Si l'on contourne cette façade pour observer la face Est, on retrouve à l'étage du bâtiment ce rythme donné par ces groupes de trois fenêtres, et au rez-de-chaussée de grandes ouvertures plein cintre évoquant des arcades, donnant sur une galerie. Du carré traditionnel du cloître ne subsistent que deux côtés en L.
Cette partie de l'ancien monastère servait à loger l'abbé et les hôtes de passage et a été transformé en résidence par les acquéreurs du XIXe siècle, sans qu'on sache toujours distinguer la décoration initiale des transformations apportées ultérieurement. La ferronnerie de la rampe de l'escalier, permettant de passer du vestibule d'entrée au vestibule du premier étage, élégante et sobre, est cependant caractéristique de la seconde moitié du XVIIIe siècle. Il faut remarquer également les anciennes salles à manger et cuisines de l'aile Sud du L, un grand salon du XVIIIe siècle lambrissé, et enfin le fameux salon dit de Grisi, dans le corps principal de l'édifice. Ce dernier salon a été réaménagé en 1836, pour accueillir la célèbre  cantatrice Giulia Grisi, avec  une porte encadrée d'un entablement à colonnes s'accordant avec des médaillons de style néo-Renaissance, un plafond en caissons, un lambris en panneau serviette et une cheminée ornée de cariatides. L'ensemble est dans ce style Henri II qui renaît à Paris, avec beaucoup de succès, à partir du règne de Louis-Philippe. 

## Localisation
L'abbaye est située sur la commune de Chatel-Chéhéry, dans le département français des Ardennes. Elle est à l'écart du bourg, à 2 km environ, sur la D 142, route reliant Chatel-Chéhéry à Exermont.

## Historique

### La période monastique
En 1147, Samson de Mauvoisin, archevêque de Reims, donne la terre de Chéhéry à Bernard de Clairvaux qui confie à l'abbé Gontier de l'abbaye de Lachalade la tâche de construire l'abbaye avec l'apport financier de seigneurs locaux, dont le seigneur de Cornay. Rapidement une délégation de 13 membres s'y installe. Un des premiers moines, nommé Roland, sera béatifié. Le détail des prodiges qu'il a opérés n'est pas connu mais la dévotion envers ce bienheureux s'est accrue après sa mort et a attiré les pèlerins vers son tombeau. Cette affluence a conduit à insérer  son nom dans le catalogue des saints de l'ordre de Citeaux. Gabriel Bucelin, en son martyrologe bénédictin, lui accorde le titre de saint. D'autres auteurs, quelques siècles plus tard en ont fait un abbé et non un simple moine.
Au XIIe siècle et XIIIe siècle, le monastère bénéficie de nombreuses dotations qui agrandissent le domaine.  Les moines implantent des fermes et des granges qu'ils concèdent en location à des paysans. C'est l'époque des défrichements et de l'augmentation des surfaces cultivées au détriment de la forêt. Au XIVe siècle, l'abbaye développe également d'autres sources de revenus en créant notamment une verrerie et des forges, fonctionnant au charbon de bois, utilisant un minerai issu de mines locales puis de Gesnes-en-Argonne. Un procès éclate entre la communauté villageoise de Châtel (une paroisse qui ne s'appelait pas encore Châtel-Chéhéry) et l'abbaye à propos de terrains sur lesquels les droits des moines sont contestés. 
La guerre de Cent Ans n'épargne pas le territoire. D'autres conflits lui succèdent les siècles suivants, guerres internes (guerres de Religion, Fronde…) et guerres aux frontières (guerre de Trente Ans, guerre de Hollande, guerre de la Ligue d'Augsbourg...) entrecoupées de fausses paix. Le passage de troupes armées, même si ces troupes combattent pour le roi de France, et les infiltrations ennemies favorisées par la configuration des Ardennes, nuisent à la prospérité de l'abbaye, et mettent à mal les constructions. Ce n'est qu'au XVIIIe siècle qu'elle peut bénéficier pleinement des fermages qu'elle perçoit et des revenus des forges.
En 1750, l'évêque de Clermont, François-Marie Le Maistre de La Garlaye, abbé commendataire, charge l'architecte Nicolas Joseph de la reconstruction de l'abbaye.

### La transformation de l'abbaye en résidence
Après la Révolution de 1789, l’abbaye de Chéhéry est mise en vente. Elle est adjugée pour 611 100 livres au vicomte  François Gérard de Melcy, ancien procureur au Parlement de Paris, qui acquiert pour ce montant les bâtiments du monastère, les forges, et une dizaine de fermes appartenant à cette abbaye, plus quelques autres terrains. Ce même François Gérard de Melcy détruit deux côtés du quadrilatère monastique, correspondant à l'église et aux cellules des moines, pour séculariser le bâtiment, lui faire perdre son caractère religieux et le transformer en une grande demeure bourgeoise, un château au caractère résidentiel. Il poursuit également l'exploitation des forges.
Un de ses deux fils, Achille Auguste César de Melcy, se rend en Angleterre pour y étudier les évolutions des techniques de la métallurgie, rêvant de concurrencer Jean-Nicolas Gendarme, autre maître de forges ardennais, dont la réussite éblouit la bonne société du département. À Londres, il rencontre une jeune cantatrice italienne de 25 ans qui accumule les succès, Giulia Grisi. Ils se marient en 1836. Il fait aménagé pour elle le fameux salon de Grisi, au sein de cette demeure de Chéhéry. La légende affirme que Giulia ne reste qu'une nuit dans ce « château » de Chéhéry dont son mari lui a pourtant loué les charmes, regagnant dès le lendemain Paris. Leur couple ne dure que deux ans et se termine par un procès. Le jugement entérine la séparation de corps, condamne Giulia Grisi, célèbre dans toute l'Europe, à verser une rente annuelle à Achille Auguste César et empêche la cantatrice, de fait, de se remarier avec un autre chanteur lyrique tout aussi célèbre, Mario De Candia,. 
Achille Auguste César de Melcy revient également d'Angleterre, convaincu par la technique du puddlage pour fabriquer du fer de haute qualité, et commande trois fours à puddler pour les forges de Chéhéry. Pour autant, la généralisation du coke en lieu et place du charbon de bois, vers 1850, retire beaucoup d'intérêt au site : y faire venir ce combustible coûte cher. En 1855, le vicomte s'associe à un banquier de Vouziers mais la société fait faillite. Incapable de rembourser les sommes dues. Achille Auguste César de Melcy se réfugie en Allemagne et ne revient en France qu'en 1868. Son frère Adolphe rachète les biens familiaux dont l'abbaye et les forges, finançant en partie le rachat en revendant les fermes, et lui offre l'hospitalité dans cette abbaye de Chéhéry. Adolphe meurt en 1884, et Achille Auguste César quitte l'abbaye pour s'établir à Cornay. Pour autant, il tente d'extirper dans les mois qui suivent une somme d'argent de la veuve de son frère, en argumentant sur une soi-disant reconnaissance de dette. Il est arrêté pour faux et usage de faux et condamné par la Cour d'assises de Mézières le 9 mai 1887. Quelques années plus tard, la propriété de Chéhéry revient au fils d'Adolphe, Édouard Gérard de Melcy, un militaire. 
En 1912, ses descendants vendent à la famille Longuet-La Marche qui en conserve l'usage une bonne partie du XXe siècle. 

## Remise en état
L'édifice est inscrit au titre des monuments historiques en 1990.
En 2019, le «château» et ses hectares de terrain sont rachetés pour 350.000 euros par Charles du Jeu, et Guillaume Ull, architecte du patrimoine. Ils entament des travaux d'urgence dans un bâtiment qui le nécessitait, stoppant les infiltrations d'eau, mais souhaitent rénover davantage notamment avec l'aide de nombreux bénévoles, relancer une production de légumes, de fruits et de miel et ouvrir le site au public,. Il est annoncé en 2020 que ce projet va bénéficier d'une subvention dans le cadre du Loto du patrimoine.